# بطحيش ملحي
بطحيش ملحي (الاسم العلمي: Cyprinodon salinus) (بالإنجليزية: Death Valley pupfish)‏ هو نوع من الأسماك يتبع جنس البطحيش من الفصيلة البطحيشية.